# Mittelbare Partei
In einer mittelbaren Partei erwerben Parteimitglieder ihre Mitgliedschaft sämtlich oder größtenteils nicht durch Beitritt zur Partei als solcher, sondern indirekt (mittelbar) über eine ihrer Teilorganisationen oder Verbände. Sie ist von bloßen Wahlbündnissen abzugrenzen.
Die Teilorganisationen werden durch diesen Aufbau zuungunsten des Zentralismus üblicherweise gestärkt. Ein bekanntes Beispiel ist die Österreichische Volkspartei.